# Wincenty Buksznis
Wincenty Buksznis (ur. 2 stycznia 1859 w Warszawie, zm. 28 stycznia 1932 w Moskwie) – polski i radziecki działacz socjalistyczny i komunistyczny, ślusarz.

## Życiorys
Urodził się w biednej, robotniczej rodzinie. O rodzicach wiadomo tylko tyle, że nazywali się Antoni i Petronela. Buksznis pracował w fabryce Lilpop, Rau i Loewenstein jako ślusarz. Od ok. 1882 zaangażował się w działalność proletariacką, organizował wiece i spotkania z robotnikami. Prawdopodobnie był jednym z przywódców Warszawskiego Komitetu Robotniczego. Po aresztowaniu we wrześniu 1885 działaczy I Proletariatu został jednym z członków ostatniego składu Komitetu Centralnego. Aresztowany 1 lipca 1886 został osadzony w Cytadeli Warszawskiej. Z zachowanych materiałów wiadomo, że aktywnie grypsował (zachował się w archiwach jego gryps do Julii Razumiejczyk). W marcu 1888 sąd skazał go na karę 10 lat zesłania na Syberię Wschodnią z zakazem powrotu do kraju. Po odbyciu wyroku pozostał na Syberii, a następnie uczestniczył w rewolucji w 1905 w Irkucku. W 1917 wstąpił do Socjaldemokratycznej Partii Robotniczej Rosji i uczestniczył w Rewolucji Październikowej oraz w rosyjskiej wojnie domowej. Po rozwiązaniu partii socjaldemokratycznej przystał do Komunistycznej Partii Związku Radzieckiego. Jego pozycja w tym ugrupowaniu była na tyle wysoka, że znajdował się w kręgach bezpośrednio związanych z Włodzimierzem Leninem.